# The Midway Review
The Midway Review est un magazine trimestriel de Chicago publié par les étudiants de premier cycle à l'université de Chicago. Elle s'appelle elle-même « la revue de la politique et de la culture », et a été fondé en 2005 en tant que successeur de la défunte Criterion.
The Midway Review publie trois numéros par an, comprenant des articles soumis par des étudiants, des professeurs et anciens élèves de l'université de Chicago. Il n'a aucun engagement partisan, et publie des articles exprimant une gamme de points de vue aussi bien en politique, qu'en religion et philosophie.